# For the Love of Nancy
For the Love of Nancy (titulada Por el bien de Nancy en España) es una película para televisión estadounidense de 1994 dirigida por Paul Schneider. Está protagonizada por Tracey Gold, Jill Clayburgh, Cameron Bancroft, Mark-Paul Gosselaar, Michael McRae y Garwin Sanford. La película está basada en hechos reales. Se estrenó el 2 de octubre de 1994 en la cadena ABC. 

## Sinopsis
Los padres (Jill Clayburgh y Cameron Bancroft) de una joven llamada Nancy (Tracey Gold) que sufre de anorexia pelean por salvarle la vida. 

## Reparto
- Tracey Gold – Nancy Walsh
- Jill Clayburgh – Sally Walsh
- Cameron Bancroft – Patrick Walsh
- Mark-Paul Gosselaar – Tommy Walsh
- Michael McRae – Tío Tommy
- William Devane – Tom Walsh
- Garwin Sanford – Dr. Partana

- Datos: Q2729833